# Domašínsky meander

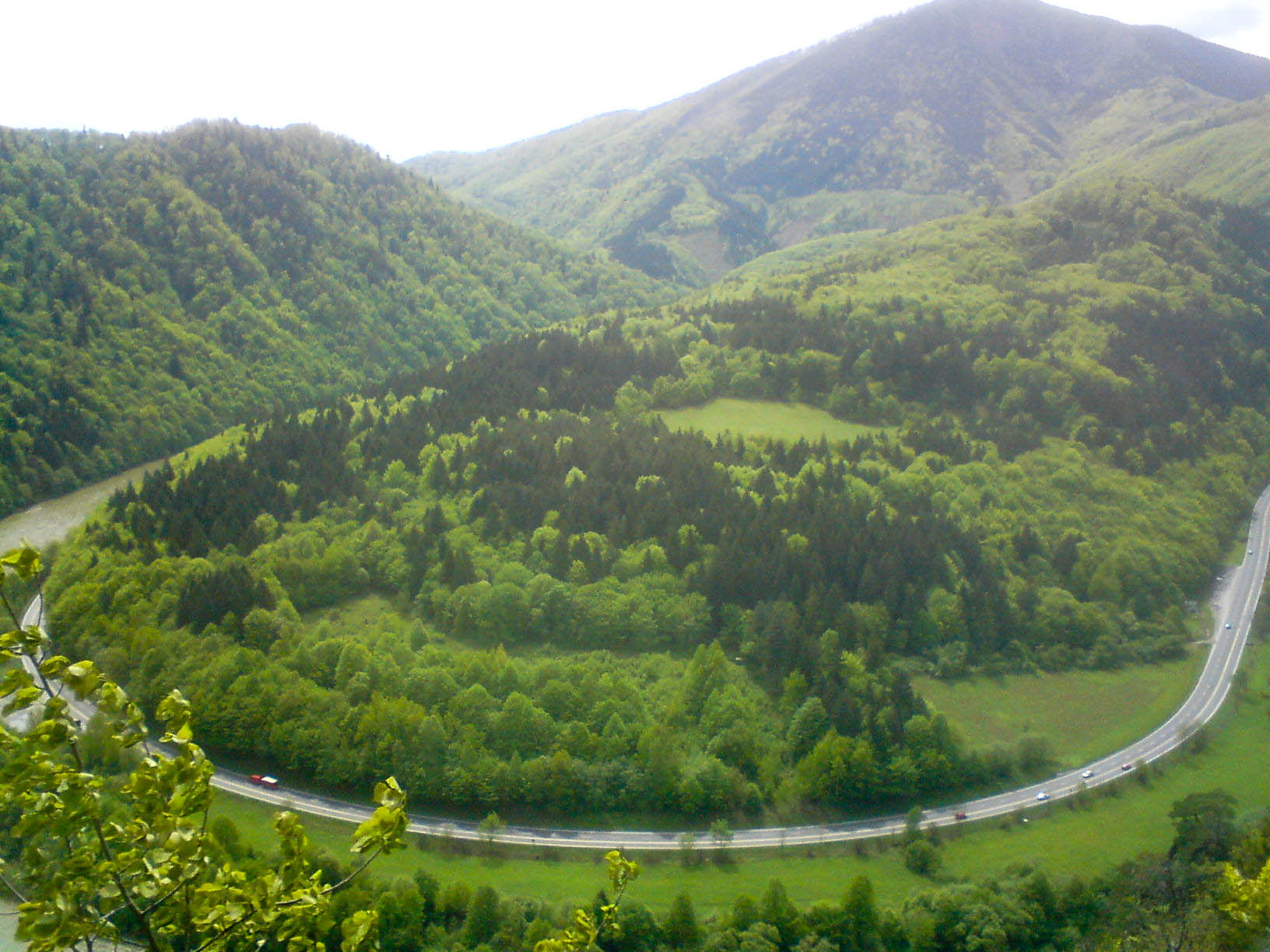
Opływane przez rzekę Wag wzgórze Domašín, na którym znajduje się Domašínsky meander

Domašínsky meander (pol. Domaszyński Meander) – pomnik przyrody znajdujący się na lewym brzegu rzeki Wag, w miejscowości Strečno na Słowacji. Rzeka Wag tworzy tutaj meander i przełom zwany Streczniańskim Przesmykiem (Strečniansky priesmyk). Dzieli on pasmo górskie Małą Fatrę na dwie części: 
- Małą Fatrą Luczańską – po lewej stronie biegu rzeki,
- Małą Fatrą Krywańską – po prawej stronie rzeki[2].

W 1978 r. cały rejon Domaszyńskiego Meandru objęto ochroną ścisłą. Na lewym brzegu Wagu jest pomnik przyrody Domašínsky meander, obejmujący wzgórze Domašín (575 m n.p.m.). Ma powierzchnię 80,37 ha. Naprzeciwko, na  prawym brzegu Wagu są dwa obszary ochrony ścisłej: rezerwat przyrody Starý hrad i rezerwat przyrody Krivé.